# Błyszczak wielobarwny

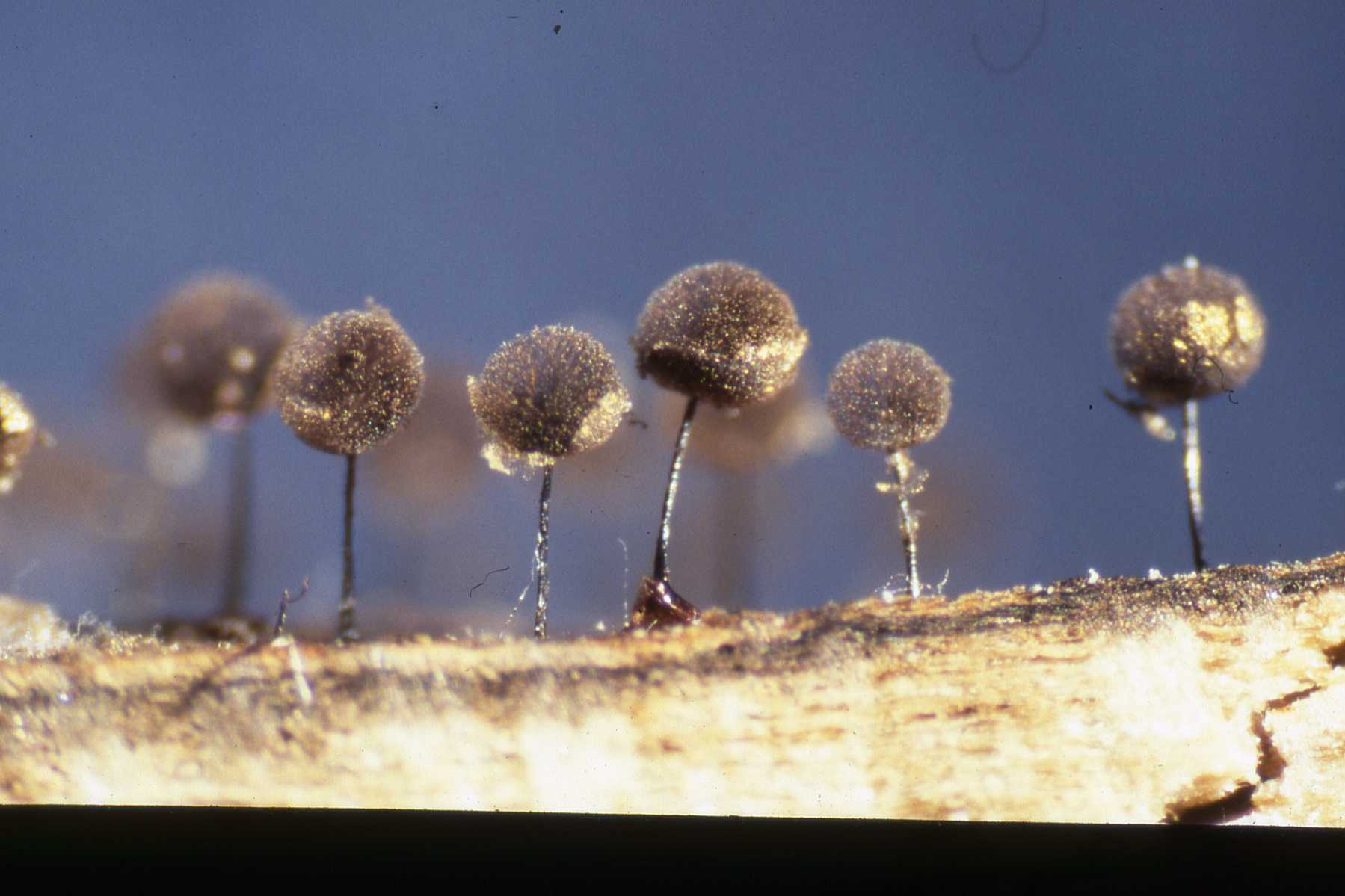

Błyszczak wielobarwny (Lamproderma scintillans (Berk. & Broome) Morgan) – gatunek śluzowców.

## Systematyka i nazewnictwo
Pozycja w klasyfikacji według Index Fungorum: Lamproderma, Lamprodermatidae, Stemonitida, Columellinia, Myxogastrea, Mycetozoa, Amoebozoa, Protozoa.
Po raz pierwszy takson ten opisali w 1876 r. Miles Joseph Berkeley i Christopher Edmund Broome, nadając mu nazwę Stemonitis scintillans. Obecną nazwę nadał mu w 1894 r. Andrew Price Morgan.
Ma 4 synonimy.
Nazwa polska na podstawie opracowania Krytyczna lista śluzowców Polski...

## Morfologia
Zarodnie o całkowitej wysokości 1–1,5 mm, złożone z główki i cienkiego trzonka. Występują w rozproszeniu lub gromadnie. Główka o średnicy 0,3–0,5 mm, kulista, zwykle brązowawa, czerwonawa, czasem stalowoniebieska, błyszcząca. Ściana delikatna, błoniasta, bezbarwna, odpadająca dużymi fragmentami. W zarodni cylindryczna, ścięta, sięgająca ledwie do połowy wysokości zarodni kolumella. Włośnia o sztywnych nitkach, rozchodzących się promieniście od wierzchołka trzonka, dychotomicznie rozgałęzionych i zespolonych, czarnych lub purpurowobrązowych, bladych u podstawy, zabarwionych na wolnych końcach. Nitki włośni często łączą wierzchołek kolumny z dość trwałą podstawą ściany zarodni i są zwykle smukłe i bezbarwne. Trzonek czarny, błyszczący, wyrastający z fioletowo-brązowej, kolistej leżni (hypothallus). Zarodniki fioletowo-szare, drobno brodawkowate, o średnicy 6,5 – 8 µm. Plazmodium wodnistobiałe.

## Występowanie i siedlisko
Jest rozprzestrzeniony na całym świecie; poza Antarktydą występuje na wszystkich kontynentach i na wielu wyspach. Występuje na opadłych liściach.